# Tuba Yakan
Tuba Yakan (8 de enero de 1991) es una deportista turca que compite en karate, en la modalidad de kumite.
Ganó una medalla en el Campeonato Mundial de Karate de 2012 y diez medallas en el Campeonato Europeo de Karate entre los años 2012 y 2023. En los Juegos Europeos de Cracovia 2023 consiguió una medalla de bronce.

## Palmarés internacional
| Campeonato Mundial | Campeonato Mundial              | Campeonato Mundial | Campeonato Mundial |
| Año                | Lugar                           | Medalla            | Prueba             |
| ------------------ | ------------------------------- | ------------------ | ------------------ |
| 2012               | París (Francia)                 | Medalla de bronce  | Por equipos        |
| Juegos Europeos    |                                 |                    |                    |
| Año                | Lugar                           | Medalla            | Prueba             |
| 2023               | Bielsko-Biała (Polonia)         | Medalla de bronce  | –55 kg             |
| Campeonato Europeo |                                 |                    |                    |
| Año                | Lugar                           | Medalla            | Prueba             |
| 2012               | Santa Cruz de Tenerife (España) | Medalla de oro     | Por equipos        |
| 2013               | Budapest (Hungría)              | Medalla de oro     | –55 kg             |
| 2014               | Tampere (Finlandia)             | Medalla de oro     | Por equipos        |
| 2015               | Estambul (Turquía)              | Medalla de plata   | –55 kg             |
| 2015               | Estambul (Turquía)              | Medalla de bronce  | Por equipos        |
| 2017               | İzmit (Turquía)                 | Medalla de oro     | –55 kg             |
| 2017               | İzmit (Turquía)                 | Medalla de plata   | Por equipos        |
| 2018               | Novi Sad (Serbia)               | Medalla de bronce  | –55 kg             |
| 2019               | Guadalajara (España)            | Medalla de plata   | –55 kg             |
| 2023               | Guadalajara (España)            | Medalla de bronce  | –55 kg             |